# Ka Kwe Ye
Die Ka Kwe Ye war eine Miliz in Burma.

## Geschichte
Da das Regime von Ne Win aufgrund von fehlenden finanziellen Mitteln und fehlender militärischer Strukturen die Grenzen des Landes nicht schützen konnte, begann man 1963 mit dem Aufbau einer Miliz. Die Ka Kwe Ye finanzierte sich über Opiumhandel. Dazu hatte die Organisation ein Abkommen mit der burmesischen Regierung, dass sie die nationale Infrastruktur zum Opiumhandel benutzen durfte, wenn sie im Gegenzug die Kommunisten bekämpfte.
1973 erklärte die Regierung die mehr als 50 Gruppen der Ka Kwe Ye als illegal.

## Personen
Ein Mitglied der Ka Kwe Ye, das später einer der größten Drogenbarone der Geschichte wurde, war Khun Sa.